# 카지미에시 데이나
카지미에시 데이나(폴란드어: Kazimierz Deyna, 1947년 10월 23일 ~ 1989년 9월 1일)는 폴란드의 축구 선수로 현역 시절 포지션은 공격형 미드필더이다. 폴란드의 축구 전문가 및 언론에게 폴란드 역사상 최고의 축구 선수라는 평가를 받았으며, 폴란드 국가대표 선수로서 올림픽에서 금메달 1개, 은메달 1개를 획득했다. 특히 금메달을 획득한 1972년 하계 올림픽에서는 7골을 넣으며, 대회 득점왕에 올랐다.
현재 해체된 부크니아시 스타로가르트그단스키의 유소년 클럽에서 축구를 배웠으며, 1966년에 ŁKS 우치에 입단하면서 성인 선수 생활을 시작했다. 이후 군부 휘하의 팀인 레기아 바르샤바에 입단하여 활동하면서 인민군 대위에 올랐다. 이후 31세에 전역을 한 후  1978년에 잉글랜드의 풋볼 리그 1부에 있었던 맨체스터 시티 FC에 입단하면서 해외 진출을 시도했다. 이후 1981년에 미국으로 건너가 북미 사커 리그의 샌디에이고 사커스로 이적하였고, 1987년까지 뛰었다. 이후 샌디에이고 사커스가 실내 축구 리그인 메이저 인도어 사커 리그 팀이 되자 1989년까지 실내 축구 선수로 활동하였다.
은퇴 후에도 샌디에이고에 정착했으며, 1989년 귀가하는 길에 샌디에이고 주간고속도로 제15호선에서 자동차 사고로 사망했다. 사후 샌디에이고의 엘 카미노 메모리얼 파크에 안장되었으며, 2012년 5월에 유해가 고국 폴란드의 포봉즈키 군 공동묘지로 이장되었다.

## 수상

### 경력
- 폴란드 1부 리그 : 1968–69, 1969–70
- 폴란드 컵 : 1966, 1973
- FIFA 월드컵 : 3위 (1974)
- 올림픽 축구 : 금메달 (1972), 은메달 (1976)

### 개인
- 폴란드 올해의 선수 : 1973, 1974
- 올림픽 축구 득점왕 : 1972

#### 발롱도르
- 1969 - 23
- 1972 - 6
- 1973 - 6
- 1974 - 3